# Prix Lovis-Corinth
Le prix Lovis Corinth de la guilde des artistes (Lovis-Corinth-Preis der Künstlergilde) est un prix allemand des beaux-arts institué en 1974 par la Esslingen Art Guild.  

## Récipiendaires
- 1974 : Karl Schmidt-Rottluff
- 1975 : Bernhard Heiliger
- 1976 : Oskar Kokoschka
- 1977 : Hermann Teuber
- 1978 : Rolf Cavael
- 1979 : Georg Muche
- 1980 : Alexander Camaro
- 1981 : Mac Zimmermann
- 1982 : Johnny Friedlaender
- 1983 : Hans Fronius
- 1984 : Anton Lehmden
- 1985 : Fred Thieler
- 1986 : Bernard Schultze
- 1987 : Otto Herbert Hajek
- 1988 : Albrecht von Hancke
- 1989 : Franz Bernhard
- 1990 : Markus Lüpertz
- 1991 : Gerhard Fietz
- 1992 : Anatol
- 1993 : Sigmar Polke
- 1994 : Winfred Gaul
- 1995 : Raimund Girke
- 1996 : Katharina Sieverding
- 1997 : Lothar Quinte
- 1998 : Johannes Geccelli
- 1999 : Herbert Peters (de)
- 2000 : Mechthild Frisch
- 2003 : Herbert Aulich
- 2004 : Christian Ludwig Attersee
- 2006 : Magdalena Jetelová
- 2008 : Timm Rautert
- 2010 : Marcin Maciejowski
- 2012 : Jiří Georg Dokoupil
- 2014 : Stefan Moses
- 2016 : Daniel Spoerri
- 2018 : Roman Ondák
- 2020 : Peter Weibel